# Steve Howey
Steven Michael Robert Howey, nome completo de Steve Howey (San Antonio, 12 de julho de 1977) é um ator estadunidense, de televisão e cinema.
Ele é conhecido por seus papéis nas séries Reba e Shameless. Ele também apareceu em filmes como Supercross, DOA: Dead or Alive, Bride Wars, Stan Helsing, e Something Borrowed.